# Coelichneumon nigrosignatus
Coelichneumon nigrosignatus är en stekelart som först beskrevs av Henry Lorenz Viereck 1905.  Coelichneumon nigrosignatus ingår i släktet Coelichneumon och familjen brokparasitsteklar. Inga underarter finns listade i Catalogue of Life.